# Dijana Vidušin
Dijana Vidušin (Pula, 12. veljače 1982.) je hrvatska kazališna, televizijska i filmska glumica.

## Filmografija

### Televizijske uloge
- "Sram" kao Evina mama (2024.)
- "Oblak u službi zakona" kao Jagoda Oblak (2022.)
- "Metropolitanci" kao Marija Galić (2022.)
- "Drugo ime ljubavi" kao Zrinka (2019.)
- "Na granici" kao Bianka (2019.)
- "Uspjeh" kao Ivana (2019.)
- "Počivali u miru" kao Ana Srnec (2018.)
- "Zlatni dvori" kao Mara Veselica (2016. – 2017.)
- "Juhuhu" kao voditeljica emisije (2015. – 2020.)
- "Na terapiji" kao Ivana (2013.)
- "Luda kuća" kao Plamenka (2009.)
- "Moja 3 zida" kao Dijana (2009.)
- "Hitna 94" kao Ela Radanjić (2008.)
- "Zauvijek susjedi" kao Jana (2007.)
- "Odmori se, zaslužio si: Božićni Specijal" kao Biba Kosmički #1 (2005.)
- "Naša mala klinika" kao Vera (2005.)

### Filmske uloge
- "Bijeg na more" kao Anka (2020.)
- "Lada Kamenski" kao liječnica (2018.)
- "Mrtve ribe" kao Marina (2017.)
- "Uzbuna na Zelenom Vrhu" kao Neda Milić (2017.)
- "Zora" kao trenerica (2016.)
- "Ministarstvo ljubavi" kao Morana (2016.)
- "U šumi" kao Josipova majka (2015.)
- "Pričanje priče: Mrav i skakavac" kao majka (2015.)
- "Ljubav ili smrt" kao Neda Milić (2014.)
- "Takva su pravila" kao medicinska sestra (2014.)
- "Zagonetni dječak" kao Neda Milić (2013.)
- "Balkan nije mrtav" kao Edis (2013.)
- "Zagrebačke priče Vol. 2" kao Jana (segment "Od danas do sutra") (2012.)
- "U jednoj zimskoj noći (film)" kao Jasna (2012.)
- "Sretan rođendan Marija" kao Jelena (2011.)
- "Lara" kao Dijana (2011.)
- "Koko i duhovi" kao Neda Milić (2011.)
- "Vrata do vrata" kao Ester (2009.)
- "Ljubavni život domobrana" kao Ines (2009.)
- "U tišini" kao Ivana (2006.)
- "Kao u lošem snu" kao Hannah (2003.)

### Sinkronizacija
- "Veliki crveni pas Clifford" kao Maggie Howard (2021.)
- "Do mjeseca i natrag" kao Mama (2020.)
- "Gospodarica zla 2" kao vila Lučica (2019.)
- "Čudesni park" kao Janina mama Bjeliš (2019.)
- "Lego Film 2" kao Finnova i Biancova mama (2019.)
- "Grinch" kao Ana Tkovac (2018.)
- "Moja čudovišna obitelj" kao Emma Wishbone (2017.)
- "Pjevajte s nama" kao Meenina baka (2016.)
- "Madagaskar 3: Najtraženiji u Europi" kao Gia (2012.)

## Vanjske poveznice
- Dijana Vidušin u internetskoj bazi filmova IMDb-u (engl.)
- Stranica na Gavella.hr